# Mưu cầu hạnh phúc
The Pursuit of Happyness (Mưu cầu hạnh phúc) là một bộ phim chính kịch của Mỹ dựa trên câu chuyện gần một năm ròng rã đấu tranh với tình trạng vô gia cư của Chris Gardner. Được đạo diễn bởi Gabriele Muccino, bộ phim có sự tham gia của Will Smith trong vai Gardner, một nhân viên bán thiết bị y tế nhiều lúc vô gia cư và đang muốn trở thành nhà môi giới chứng khoán. Con trai của Smith là Jaden Smith cũng tham gia đóng phim trong vai con trai của Gardner, Christopher Jr. Đây là bộ phim đầu tay của Jaden.
Kịch bản phim do Steven Conrad viết dựa trên cuốn hồi ký bán chạy nhất của Gardner. Bộ phim được phát hành ngày 15 tháng 12 năm 2006 bởi Columbia Pictures. Với diễn xuất của mình, Will Smith được đề cử giải Oscar và giải Quả cầu vàng cho nam diễn viên xuất sắc nhất. Lỗi chính tả trong tiêu đề bộ phim xuất phát từ một biển hiệu Gardner đã thấy khi ông vô gia cư. Trong phim, "happiness" bị đánh vần sai thành "happyness" trên bức tường bên ngoài nhà trẻ của con trai Gardner.

## Nội dung
San Francisco năm 1981, Chris Gardner (Will Smith) đầu tư toàn bộ tiền tiết kiệm vào những cái máy quét mật độ xương lưu động mà anh phải bán cho các bác sĩ bằng cách chứng minh rằng đó là một phát minh nhảy vọt so với tia X. Nhưng thực tế anh rất khó khăn để để bán được những chiếc máy bị coi là đắt đỏ và vô dụng đó trong khi gia đình anh luôn thiếu tiền cho các nhu cầu đời thường. Cuối cùng vợ anh, Linda (Thandie Newton), một công nhân luôn phải làm ca để kiếm thêm thu nhập, đã rời bỏ Chris để đến New York kiếm công việc mới. Đứa con trai Christopher (Jaden Smith) của họ ở lại với cha vì Chris luôn muốn tận tay chăm sóc con mình. Trong một lần cầm máy quét đi chào hàng, Chris nhìn thấy một người đàn ông giàu có tự tin bước ra khỏi chiếc xe hơi sang trọng, anh đã hỏi anh ta làm nghề gì và anh chàng kia trả lời anh ta là nhà môi giới chứng khoán. Qua cuộc trò chuyện ngắn, Chris biết rằng để môi giới chứng khoán anh không nhất thiết phải tốt nghiệp đại học mà chỉ cần thành thạo với những con số và biết cách cư xử. Sau đó Chris nộp đơn để tham dự một chương trình đào tạo nhà môi giới chứng khoán của hãng chứng khoán Dean Witter. Tuy vậy không dễ gì để có được một suất học như thế. Sau một tháng đợi chờ, cũng trong khi đang đi chào hàng, Chris gặp Jay Twistle (Brian Howe), một người quản lý cho Dean Witter và xin đi cùng xe taxi với ông. Chris gây ấn tượng với Twistle bằng cách giải quyết một khối Rubik trong thời gian ngắn ngồi taxi. Twistle xuống xe trước còn Chris thì không có tiền trả cước taxi. Anh đã phải chạy thục mạng xuống ga tàu điện ngầm để thoát khỏi tay tài xế taxi đang tức giận nhưng đánh mất chiếc máy quét.
Mặc khác, mối quan hệ mới với Twistle giúp anh được giới thiệu đến ban giám đốc công ty. Ngay trước hôm phỏng vấn, Chris phải tự sơn lại căn hộ của mình (vì anh đang thiếu tiền nhà và sắp bị đuổi đi, chủ nhà nói rằng sẽ cho cha con anh ở lâu hơn một chút nếu anh sửa sang cho căn hộ sẵn sàng đón người thuê mới trước khi anh chuyển đi). Cũng đêm đó, cảnh sát đến và bắt anh do vé phạt đỗ xe chưa thanh toán. Bị giam một đêm với quần áo và đầu tóc vẫn còn dính sơn, Chris đến buổi phỏng vấn trong bộ dạng nhếch nhác. Dù vậy anh vẫn được nhận vào thực tập.
Trong lúc theo học chương trình đào tạo của hãng chứng khoán, Chris vẫn chưa thoát khỏi vận đen. Anh và con trai bị đuổi khỏi nhà, tài khoản ngân hàng của anh bị trừ tiền do anh nợ tiền thuế. Chris bị khánh kiệt, có chưa đến 30 đô la trong tài khoản. Kết quả là họ trở thành vô gia cư và buộc phải tá túc một đêm trong nhà vệ sinh ga tàu điện ngầm. Những hôm sau đó, Chris phải chạy đua điên cuồng từ văn phòng thực tập của mình đến một nhà thờ địa phương để xếp hàng dài dằng dặc chờ đến lượt xin một chỗ nghỉ qua đêm. Bất chấp những khó khăn của mình, Chris không bao giờ để lộ thân phận thấp kém của mình trước đồng nghiệp; thậm chí anh đã cho một trong những ông sếp của mình vay 5 đô la tiền taxi vì ông ta quên ví, trong khi trong ví anh chẳng còn được bao nhiêu.
Một lần dẫn Christopher đi công viên, Chris đã lấy lại được chiếc máy quét mà anh đã đánh mất tại ga tàu điện ngầm từ người đàn ông mất trí vô gia cư, người mà luôn cho rằng đó là chiếc máy thời gian. Chiếc máy bị hỏng, Chris phải bán máu để có tiền trang trải cuộc sống và mua thiết bị chữa cái máy. Anh bán được cái máy đó cho một vị bác sĩ và cuộc sống của anh dễ thở hơn một chút.
Kết thúc thời gian thực tập, Chris được nhận vào vị trí làm việc toàn thời gian mà anh hằng mơ ước. Cố kìm nước mắt, Chris chạy vội đến nhà trẻ của con trai mình, ôm lấy con. Hai người đi bộ xuống phố và nói đùa với nhau vui vẻ. Phần kết cho biết rằng Chris đã trở thành một người thành công và đã thành lập công ty môi giới chứng khoán nhiều triệu đô la cho riêng mình.

## Phân vai
- Will Smith vai Chris Gardner
- Jaden Smith vai Christopher Gardner Jr.
- Thandie Newton vai Linda Gardner
- Brian Howe vai Jay
- Dan Castellaneta vai Alan Frakesh
- James Karen vai Martin Frohm
- Kurt Fuller vai Walter Ribbon
- Takayo Fischer vai Mrs. Chu

## Sản xuất

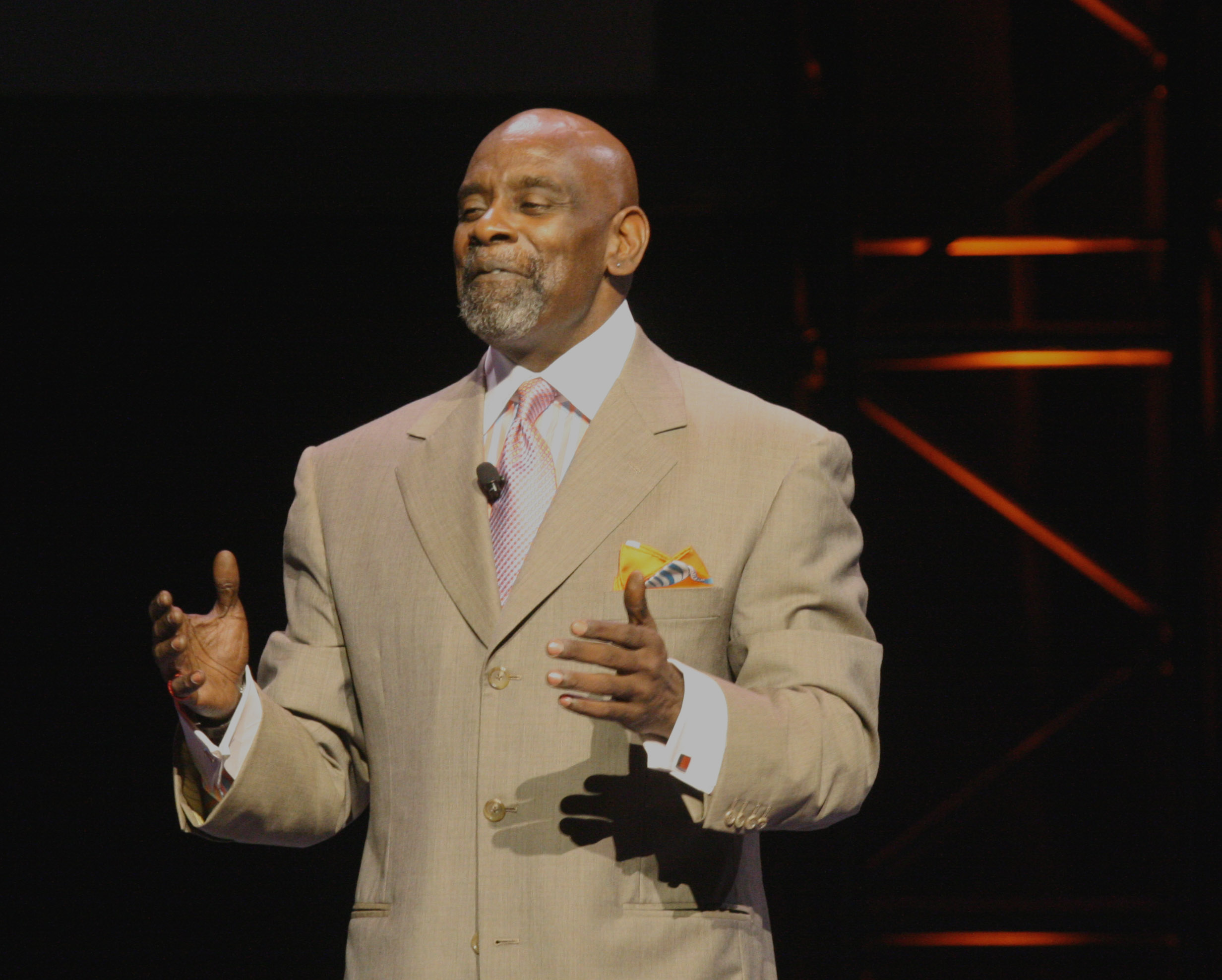
Bộ phim dựa trên câu chuyện Chris Gardner đương đầu với tình trạng vô gia cư

### Phát triển
Chris Gardner nhận thấy câu chuyện của mình có tiềm năng cho Hollywood sau buổi phỏng vấn nhận được nhiều phản hồi tích cực của ông với chương trình truyền hình 20/20 tháng 1 năm 2002. Ông đã xuất bản tự truyện của mình ngày 23 tháng 5 năm 2006 rồi sau đó ông trở thành nhà đồng sản xuất của bộ phim. So với câu chuyện đời thực của Gardner, nội dung phim có khác một chút. Một số chi tiết và sự kiện thực tế diễn ra trong giai đoạn vài năm đã được nén lại trong một thời gian tương đối ngắn và dù rằng Jaden tám tuổi đóng vai Christopher năm tuổi, con trai của Gardner khi đó chỉ mới biết đi.

### Chọn diễn viên
Chris Gardner đã nghĩ rằng Smith, một diễn viên nổi tiếng với các phim hành động, không phù hợp với vai diễn về ông. Tuy nhiên, ông vẫn chọn Smith vì con gái mình, Jacintha, nói rằng: "Nếu Smith có thể đóng Muhammad Ali, anh ấy có thể đóng vai cha".

## Dựng phim
Gardner làm diễn viên khách mời trong phim, ông bước ngang qua Will và Jaden trong cảnh cuối. Gardner và Will mỉm cười chào nhau; sau đó Will quay lại nhìn Gardner đi xa dần trong khi con trai anh vẫn tiếp tục chơi trò knock-knock joke.

## Âm nhạc
Phần nhạc cho phim được sáng tác bởi Andrea Guerra.
| STT              | Nhan đề                   | Thời lượng |
| ---------------- | ------------------------- | ---------- |
| 1.               | "Opening"                 | 3:09       |
| 2.               | "Being Stupid"            | 1:39       |
| 3.               | "Running"                 | 1:30       |
| 4.               | "Trouble at Home"         | 1:30       |
| 5.               | "Rubiks Cube Taxi"        | 1:53       |
| 6.               | "Park Chase"              | 2:29       |
| 7.               | "Linda Leaves"            | 4:02       |
| 8.               | "Night at Police Station" | 1:36       |
| 9.               | "Possibly"                | 1:45       |
| 10.              | "Where's My Shoe"         | 4:20       |
| 11.              | "To the Game/Touchdown"   | 1:37       |
| 12.              | "Locked Out"              | 2:20       |
| 13.              | "Dinosaurs"               | 2:40       |
| 14.              | "Homeless"                | 1:55       |
| 15.              | "Happyness"               | 3:50       |
| 16.              | "Welcome Chris"           | 3:45       |
| Tổng thời lượng: | Tổng thời lượng:          | 40:00      |

Trong phim còn có một đoạn ngắn của bài "Higher Ground" do Stevie Wonder thể hiện.